# الثور الهائج (تمثال)
الثور الهائج (بالإنجليزية: Charging Bull)‏ ويعرف أيضًا باسم ثور وول ستريت (بالإنجليزية: Wall Street Bull)‏ أو ثور بولينج جرين (بالإنجليزية: Bowling Green Bull)‏؛ هو تمثال برونزي موضوع على رصيف عام في بولينج جرين خارج الحي المالي في مانهاتن، بمدينة نيويورك. قام النحّات الإيطالي أرتورو دي موديكا بنحته وإهداءه إلى المدينة في العام 1989، ردًّا على انهيار سوق الأسهم في العام 1987، معتبرًا المنحوتة رمزًا لقوة الأمريكيين، وللعزيمة والإرادة التي يشتهر بها أهل نيويورك.

## عنه
التمثال يزن 3,200 كجم، بارتفاع 4,9 م، وطول 3.4 م.